# Stelis nutans
Stelis nutans är en orkidéart som beskrevs av John Lindley. Stelis nutans ingår i släktet Stelis och familjen orkidéer. Inga underarter finns listade i Catalogue of Life.